# Orfeo squartato dalle Menadi
Orfeo squartato dalle Menadi (Orphée dépecé par les Ménades), anche noto come Orfeo fatto a pezzi (Orphée dépecé), è un dipinto realizzato dal pittore franco-svizzero Félix Vallotton nel 1914. Quest'olio su tela rappresenta Orfeo che viene smembrato dalle Menadi. L'opera è conservata al museo di storia e d'arte di Ginevra, in Svizzera.

## Descrizione
Il dipinto raffigura la morte cruenta di Orfeo, un personaggio della mitologia greca. Dopo aver perso la sua compagna Euridice, il poeta trace si disperò e promise che non avrebbe mai amato nessun'altra donna. Secondo Publio Virgilio Marone (Georgiche, libro IV), le Menadi, seguaci del dio Dioniso, si infuriarono con il poeta perché alcune ambivano a unirsi con lui, senza che egli venisse meno alla fedeltà nei confronti di Euridice, mentre secondo Publio Ovidio Nasone (Metamorfosi, libro XI) la causa sarebbe stato l'amore omoerotico di Orfeo, che avrebbe attratto i loro mariti. In entrambe le versioni, le Baccanti decidono di uccidere il cantore della Tracia attraverso lo sparagmo, ossia lo smembramento di un essere vivente a mani nude tipico dei riti dionisiaci.
Il quadro raffigura proprio questo momento: Orfeo si trova in basso a sinistra ed è stato lapidato, mentre due Baccanti affondano le loro unghie nella sua schiena nuda, dilaniandola. Altre donne ne feriscono il corpo con dei rami spinosi o gli tirano addosso delle pietre, alcune delle quali sono sparse per terra accanto a lui. Sullo sfondo si trova un paesaggio campestre. Nello stesso museo ginevrino è conservato uno studio a matita della composizione nel quale compare anche la lira del poeta, assente nella composizione finale.
Si ritiene che il quadro illustri la sensazione che Vallotton e altri suoi contemporanei provavano nei confronti dell'emancipazione femminile di quegli anni. Il quadro è una di quelle opere antifemministe realizzate dal pittore in quegli anni, come L'odio del 1908: se in quel caso le due figure in tenuta evitica raffiguravano lo scontro implacabile tra i due sessi, lo squartamento di Orfeo da parte delle seguaci di Dioniso, accecate dalla furia del rito bacchico, prende una piega molto più violenta.